# El Síndrome del Martes
El Síndrome del Martes a menudo abreviado como ESDM, es un grupo musical español nacido en 2001. La banda es oriunda de Badalona (Barcelona). Su estilo de música se encuadra dentro del pop rock.

## Biografía
Los cinco componentes del grupo se conocieron en el festival de música del colegio. Tras varios años tocando en formaciones musicales diferentes, Élite (banda) y Reyno, sus colaboraciones fueron estrechándose hasta juntarse en un único grupo, el actual El Síndrome del Martes. Según han declarado los miembros de la banda en diversas entrevistas radiofónicas y televisivas, el nombre del grupo tiene su origen en los martes, día gafado del grupo en sus ensayos.

## Miembros
- José María Buitrago: Voz, guitarra rítmica.
- Xavi Miliá: Voz, guitarra solista.
- Jonatan Jiménez: Bajo, coros.
- Nando Reyes: Teclados.
- Jordi Miralles: Batería, programaciones.

## Discografía

### Hasta 2007: Maquetas
El grupo badalonés es autor de numerosos temas no publicados en su primer disco, entre ellos los siguientes:
- “El Síndrome del Martes”
- “A golpe de leño”
- “Tranquilito”
- “Bombón Monique”

### 2007: El Síndrome del Martes
El Síndrome del Martes saca su primer disco titulado “El Síndrome del Martes” a la venta en julio de 2007, siendo su primer sencillo la canción "Cuatro paredes", cuyo videoclip está contenido en el disco. Para su primer trabajo discográfico, El Síndrome del Martes trabajó con David Palau y Mauricio Tonelli. 
Puede adquirirse en su página web oficial y contiene doce temas:
- “Tiempo al tiempo”
- “El camino de un pincel”
- “En una buena canción”
- “Locos”
- “Una de tantas”
- “La mano que tendí”
- “Cuatro paredes”
- “El sol abatido”
- “Mírate”
- “Vuelo y sin saber”
- “Siete horas”
- “Rompe el cristal”

## Eurovisión
En el año 2007, TVE organizó la elección al candidato por España en Eurovisión, presentándose 700 artistas de todos los puntos de España, muchos de ellos reconocidos, con representación y trabajos discográficos ya publicados. El Síndrome del Martes fue uno de los grupos entre los 57 semifinalistas, apareciendo en televisión dentro del programa Misión Eurovisión el 3 de febrero de 2007 interpretando la canción "Mucho mejor" de Los Rodríguez.
En el año 2008, la elección para el representante español en Eurovisión fue llevada a cabo mediante votaciones populares en MySpace y patrocinado por Televisión Española. El Síndrome del Martes fue uno de los 536 participantes, quedando en el puesto 89 de la votación con la canción "Tiempo al tiempo".